# Кумарівська сільська рада (Первомайський район)
Кумарі́вська сільська́ ра́да — орган місцевого самоврядування в Первомайському районі Миколаївської області. Адміністративний центр — село Кумарі.
22 січня 1959 року Кумарівська сільрада передана з Первомайського р-ну до складу Кривоозерського району (до 29.05.1961).

## Загальні відомості
- Населення ради: 1 186 осіб (станом на 2001 рік)

## Населені пункти
Сільській раді підпорядковані населені пункти:
- с. Кумарі

## Склад ради
Рада складається з 14 депутатів та голови.
- Голова ради: Руденко Леонід Михайлович
- Секретар ради: Шевчук Олена Леонідівна

### Керівний склад попередніх скликань
| Прізвище, ім'я, по батькові     | Основні відомості                                                                       | Дата обрання | Дата звільнення |
| ------------------------------- | --------------------------------------------------------------------------------------- | ------------ | --------------- |
| Зарицька Тетяна Олександрівна   | Сільський голова, 1962 року народження, позапартійна                                    | 26.03.2006   | 01.12.2007      |
| Бурянська Наталія Олександрівна | Сільський голова, 1963 року народження, позапартійна                                    | 30.03.2008   | 31.10.2010      |
| Новошицький Микола Миколайович  | Сільський голова, 1968 року народження, освіта середня спеціальна, член Партії регіонів | 31.10.2010   | 12.12.2011      |
| Руденко Леонід Михайлович       | Сільський голова, 1957 року народження, освіта вища, безпартійний                       | 27.05.2012   |                 |

Примітка: таблиця складена за даними сайту Верховної Ради України

### Депутати
За результатами місцевих виборів 2010 року депутатами ради стали:

#### За суб'єктами висування
| Суб'єкт висування                        | Кількість обраних депутатів | %    |
| ---------------------------------------- | --------------------------- | ---- |
| Самовисування                            | 8                           | 57,1 |
| Партія регіонів                          | 5                           | 35,7 |
| Прогресивна соціалістична партія України | 1                           | 7,1  |

#### За округами
| № округу                                 | Прізвище, ім'я, по батькові     | Дата визнання обраним | Освіта             | Партійна приналежність                          | Відомості про обраного депутата        |
| ---------------------------------------- | ------------------------------- | --------------------- | ------------------ | ----------------------------------------------- | -------------------------------------- |
| Партія регіонів                          |                                 |                       |                    |                                                 |                                        |
| 1                                        | Вишнівська Ольга Іванівна       | 04.11.2010            | середня            | член Партії регіонів                            | Березківська школа-інтернат, комірник  |
| 2                                        | Павловська Тетяна Михайлівна    | 04.11.2010            | середня спеціальна | член Партії регіонів                            | тимчасово не працює                    |
| 8                                        | Закрицький Сергій Вікторович    | 04.11.2010            | середня спеціальна | член Партії регіонів                            | тимчасово не працює                    |
| 9                                        | Маковей Тетяна Вікторівна       | 04.11.2010            | середня спеціальна | член Партії регіонів                            | тимчасово не працює                    |
| 13                                       | Шевчук Олена Леонідівна         | 04.11.2010            | середня спеціальна | член Партії регіонів                            | Кумарівська сільська рада, секретар    |
| Прогресивна соціалістична партія України |                                 |                       |                    |                                                 |                                        |
| 7                                        | Чумак Олег Миколайович          | 04.11.2010            | середня            | член Прогресивної соціалістичної партії України | м. Київ Міноборони, водій-далекобійник |
| Самовисування                            |                                 |                       |                    |                                                 |                                        |
| 3                                        | Басалига Сергій Сергійович      | 04.11.2010            | вища               | позапартійний                                   | студент                                |
| 4                                        | Черно Світлана Анатоліївна      | 04.11.2010            | середня            | член Всеукраїнського об'єднання «Батьківщина»   | Кумари ВПЗ, листоноша                  |
| 5                                        | Тодосієнко Володимир Васильович | 04.11.2010            | середня            | позапартійний                                   | підприємець                            |
| 6                                        | Костик Василь Мигальович        | 04.11.2010            | середня            | позапартійний                                   | СПД «Костик», директор                 |
| 10                                       | Маковей Володимир Анатолійович  | 04.11.2010            | середня спеціальна | позапартійний                                   | тимчасово не працює                    |
| 11                                       | Кузьмін Юрій Володимирович      | 04.11.2010            | середня спеціальна | позапартійний                                   | Кумарівська церква, настоятель храму   |
| 12                                       | Варецька Ольга Володимирівна    | 04.11.2010            | середня            | позапартійна                                    | тимчасово не працює                    |
| 14                                       | Лісовець Олег Вікторович        | 04.11.2010            | середня спеціальна | позапартійний                                   | одноосібник                            |